# Цепной бон

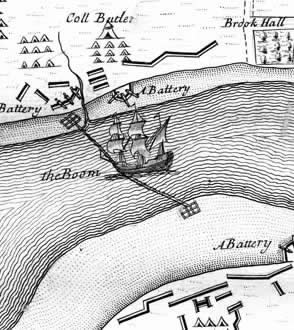
Боновые заграждения реки Фойл во время осады Лондондерри

Цепной бон, боновая цепь или цепь (также боновое заграждение, цепь в гавани, речная цепь) — препятствие, которое перекрывает судоходный участок для управления или блокировки навигации. Цепные боны имеют военное назначение, основной целью их является закрытие прохода вражеским кораблям; современным примером являются противолодочные сети. Цепные боны также использовали в реках, чтобы собирать дань с лодок.

## Описание
В общем бон плавает на поверхности, в то время как цепь может находиться как на поверхности, так и под водой. Цепь может плавать благодаря плотам, брёвнам, кораблям или другой древесине, что превращало цепь в бон.
В Средние века конец цепи закрепляли в цепной башне или боновой башне. Это позволяло безопасно поднимать или опускать цепь, так как они были сильно защищены. С помощью подъёма и опускания бона или цепи возможно избирательно пропускать корабли. Поднимать и опускать цепь можно с помощью лебёдки или кабестана.
Боны или цепи можно разорвать с помощью большого или тяжёлого корабля, и тому есть много подтверждений, например осада Дамиетты, нападение на Медуэй и битва в заливе ВигоA. Однако часто атакующие захватывали оборонительные сооружения, чтобы разорвать цепь и бон более традиционными методами. Например, бон во время осады Лондондерри матросы разрушили бон, подойдя к нему на баркасах.
Как ключевая точка обороны, боны имели сильную защиту. Сюда входили цепные башни, батареи или форты. В период парусов бон, который защищал гавань, прикрывали несколько кораблей, прикрывая бон бортовыми залпами от атакующих. В некоторых случаях несколько бонов охватывали единый участок воды.

## Галерея

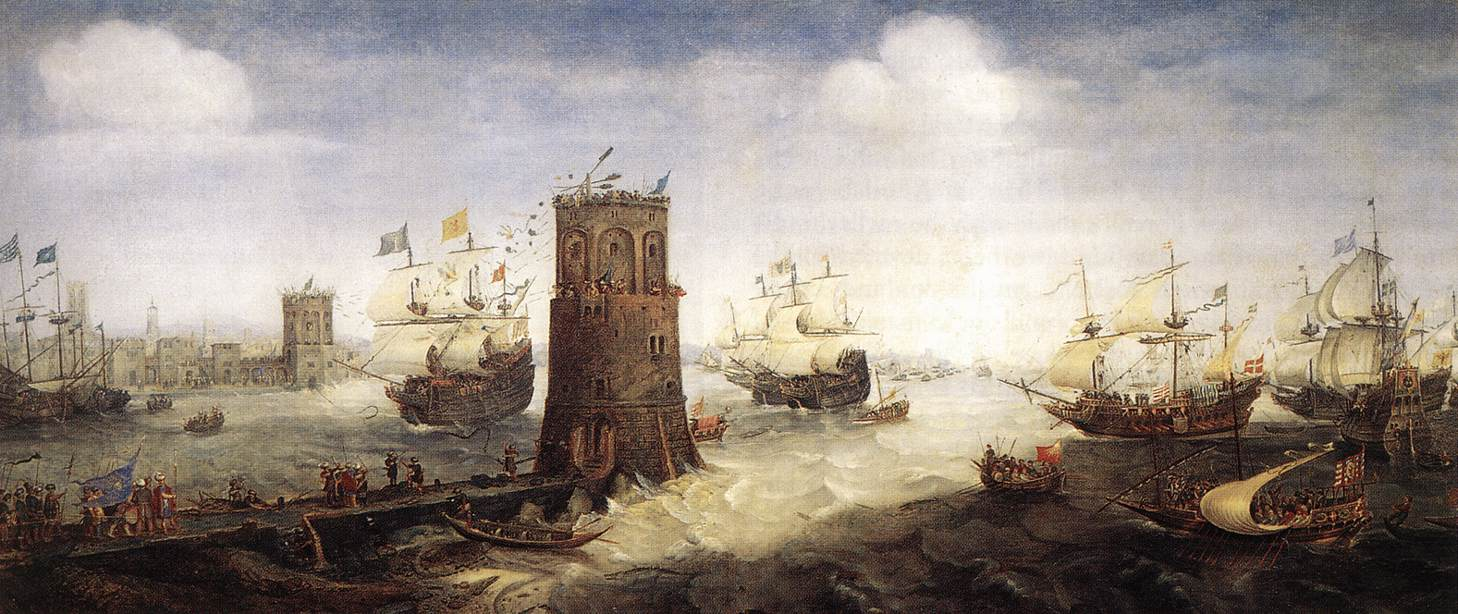
Голландские рыцари прорывают цепь, которая защищает гавань (слева) при осаде Дамиетты
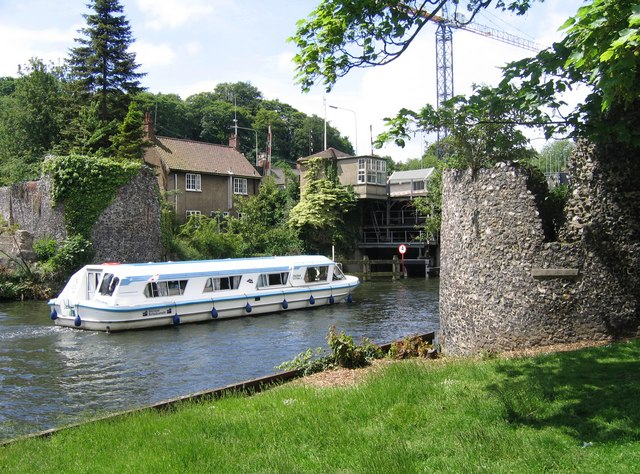
Боновые башни в Норвиче
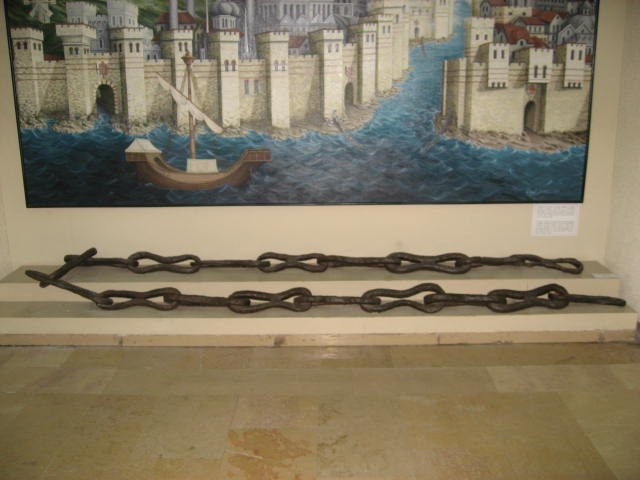
Остатки большой цепи, защищавшей Золотой Рог
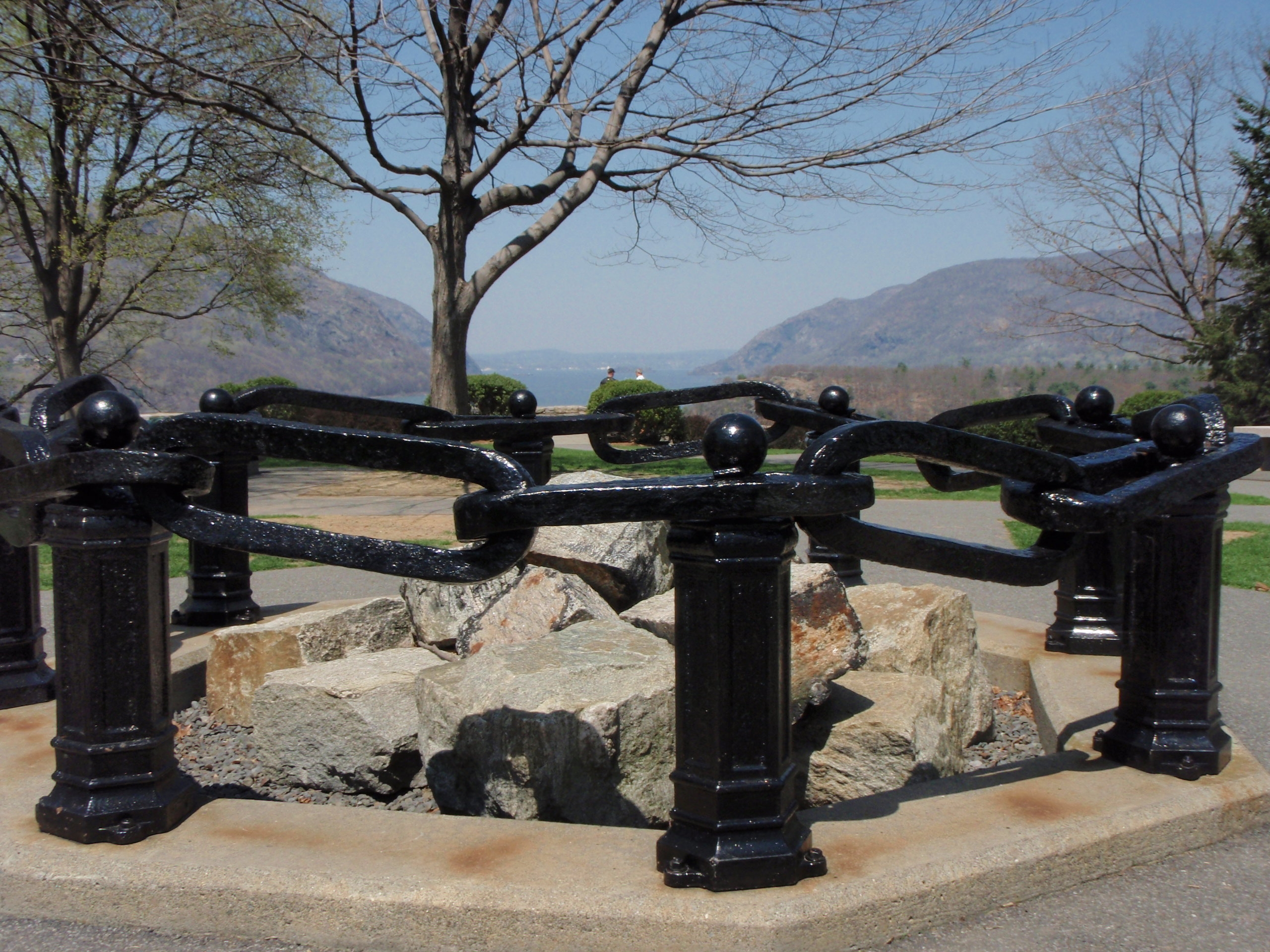
Секция цепи, защищавшей реку Гудзон
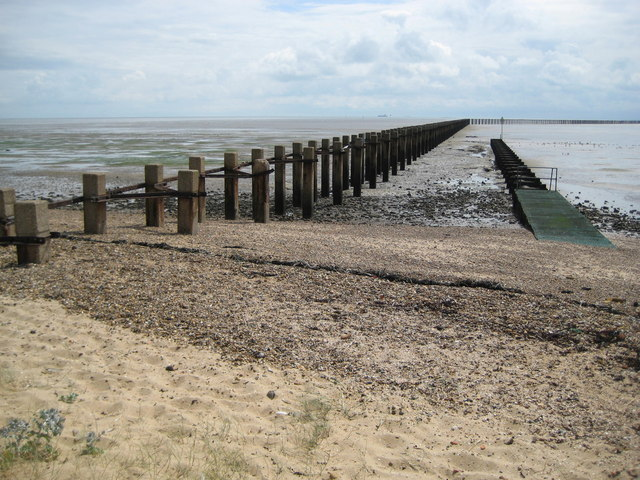
Остатки бона Шоубери, который построили для защиты эстуария Темзы от советских субмарин времён холодной войны

## Примеры
- В Леонинской стене использовали цепи для блокировки Тибра
- Цепь в Золотом Роге
- Цепь и бон блокировали реку Медуэй во время нападения на Медуэй
- Цепь на реке Гудзон[англ.]
- Цепь блокировала реку Парана во время битвы при Вуэльта де Облигадо

## Комментарии
A.↑ Некоторые источники утверждают, что цепь демонтировали вместо того, чтобы использовать корабль для разрыва в осаде Дамиетты и во время нападения на Медуэй